# ولادیمیر لوتسکی
ولادیمیر لوتسکی (بلاروسی: Уладзімір Мікалаевіч Лавецкі؛ زادهٔ ۲۶ اکتبر ۱۹۵۱) ورزشکار دو و میدانی اهل بلاروس است.